# 鬥魚 (電視劇)
《鬥魚》（英語：The Outsiders），《鬥魚II》（英語：The Outsiders II）是一部2004年的臺灣電視劇，故事改編自臺灣的中文寫作者洛心的作品《小雛菊》，由多曼尼製作有限公司製作，八大綜合台於2004年1月28日起首播，是由郭品超、安以軒、陸明君、張勛傑、藍正龍、謝承均等演員主演的青春偶像劇，於臺灣播出後有極高收視率，隨之發行的《鬥魚》電視原聲帶中片尾主題曲由F.I.R.飛兒樂團主唱的〈Lydia〉更深切表達了戲劇本身，令F.I.R.未出道先轟動，捧紅了F.I.R.。該劇更因角色性質與港片古惑仔相近而被觀眾譽為“臺灣版古惑仔”，2018年8月17日《鬥魚》電影版首映。

## 主創人員
- 編劇：曹如萍、林雅淳
- 導演：柯翰辰、霍達華
- 監製：陳芷涵
- 製作人：柯宜勤

## 播出時段
- 首播時段八大綜合台 2004年1月28日 21：00 隔日 中午12：00
- 重播時段八大綜合台 2004年2月29日 22：00 隔日 中午12：00
- 首播時段八大戲劇台 2004年日期待查 21：00 隔日 中午11：00
- 重播時段八大戲劇台 2004年日期待查 21：00 隔日 中午11：00
- 重播時段八大戲劇台 2013年8月20日 05：00到06：00

## 演員陣容

### 主要演員

#### 第一部
| 演員   | 角色       | 人物简介 |
| 郭品超 | 皓         | 阿皓/皓哥/大哥 原與單子、阿奇及語燕等人就讀英啟高中。從小失去父母，由輝叔照顧長大，是學校的老大，賽車場上的佼佼者，並以飆車賺取生活費，與阿奇、單子是鐵三角。於小時候看到正在家中練琴的語燕，從那時起便開始暗戀她。長大後的阿皓，因與鷹幫戰堂的“老鼠”打架，而與路過相救的語燕邂逅，進而相戀。最後被阿豹利用筱蝶誘騙至碼頭，遭長刀刺穿腹部身亡。 |
| 安以軒 | 裴語燕     | 小燕子/燕子姊/語燕/燕子媽媽 自幼學習鋼琴，家教甚嚴，以燃燒自己的方式對待愛情。毅然決然放棄出國留學維也納的機會，離家出走，與阿皓共同創造他們的未來。因遭受阿豹手下的玷汙，看清了江湖的黑暗現實面。因為想當配得上大哥的女人，漸漸的由單純不懂世事的小燕子蛻變成眾兄弟敬重的燕子姐。最後雖然失去于皓，但也替于皓生了一個兒子，並回歸平靜的生活。      |
| 藍正龍 | 單立傑     | 單子/單子哥 與阿皓、阿奇是鐵三角。暗戀語燕，但明白語燕愛的是于皓，於是尊重她，讓語燕追求她想要的，默默的守護語燕。殺了強姦小燕子的阿豹的手下後向警方自首，被判刑七年，服刑四年後因考上大學假釋出獄。 |
| 張勛傑 | 楊勳奇     | 阿奇/阿奇哥/奇哥 與阿皓、單子是鐵三角。紅豆男友，個性衝動，有勇無謀，卻十分看重兄弟之間的感情。後遭老鼠開槍廢掉左腿。最後殺了老鼠。 |
| 陸明君 | 陸绮红     | 紅豆/紅豆姊 個性潑辣，標準的太妹。阿奇女友。一開始暗戀于皓，也因此曾視語燕為情敵。但當她看到于皓對於這段感情的認真，並深入了解語燕後，便和語燕成為無話不談的好姐妹，並幫助于皓追求語燕。在不知不覺中，自己也開始喜歡上阿奇，最後為了保護語燕遭阿豹等人亂棒打死。                                                                                          |
| 謝承均 | 阿豹       | 豹哥/陳豹 鷹幫戰堂的堂口老大，與阿皓、單子、阿奇是死對頭。亂棒打死紅豆，後因為利用了筱蝶而成功的把于皓殺死，再用計殺了雄哥。後遭執意報復的筱蝶用計殺死。 |
| 阿龐   | 老鼠       | 鼠哥/老鼠哥 阿豹的手下，為人陰險狡詐，屢次與于皓等人做對。最後被阿奇刎頸身亡，臨死前開槍廢掉阿奇左腿。 |
| 戴君竹 | 邵筱蝶     | 筱蝶/大姐 於第11集登場，被抓到台灣的大陸妹，對于皓有好感。但最後被阿豹利用，間接害死于皓。於是為了替于皓報仇，假意歸順阿豹，並在五年後抓準機會暗殺阿豹。 |
| 倪敏然 | 劉輝       | 輝叔/輝爺爺 警察，于皓的監護人，對于皓這群本性不壞的孩子十分關心。 |
| 勾峰   | 裴父       | 大學教授，一心想讓語燕脫離皓。 |
| 應采靈 | 裴母       | 傳統的家庭主婦，對丈夫的話言聽計從。 |
| 谭艾珍 | 奶奶       | 阿皓的奶奶，一直住在養老院，每週三阿皓都会来看望她。後在午睡中安詳過世。 |
| 盧惠光 | 耿濟雄     | 雄哥/阿雄(洪虎專用) 黑社會老大，鷹幫的頭目，原本非常看重阿皓三人，但後來發覺阿皓勢力越來越大，也因為有了對阿皓防範的心理，使他與阿豹合作，窩裡反除掉了阿皓，但最後卻也遭阿豹背叛下毒暗殺。 |
| 陈诗莹 | 玫瑰       | 玫瑰/玫瑰姐 雄嫂，跟阿豹有私情，曾是酒店第一紅牌，是後來語燕改變的榜樣，最後因阿豹背叛雄哥，被阿豹開槍打死。 |
| 郭慧康 | 阿力       | 力哥 雄哥的貼身保鑣，是個很忠心的保鑣，曾經奉命動手殺阿奇。之後因阿豹背叛雄哥，被阿豹手下刺殺身亡。 |
| 管謹宗 | 教官       | 一直將阿皓等人視為學校的害群之馬。 |
|        | 張靜       | 和筱蝶一起被抓到台灣的大陸妹，筱蝶的朋友。後來被老鼠施打過量的毒品而死。 |
|        | 資優生     | 喜歡語燕因而嫉妒皓。 |
|        | 皓皓       | 皓、語燕之子。 |
| 吳婉君 | 幼稚園老師 | 皓皓的幼稚園老師。 |

#### 第二部
- 第二部內容為倒敘第一部第十集最後單子入獄服刑的那四年，所以在第二部藍正龍（客串演出第一集），而戴君竹及倪敏然則沒有登場。

| 演員                        | 角色           | 人物简介 |
| 郭品超                      | 皓             | 阿皓/皓哥 鷹幫堂口堂主 小燕子男友 阿奇、阿烈好友 |
| 安以軒                      | 裴語燕         | 小燕子/燕子姐/語燕 阿皓女友 紅豆、蕾蕾好友 曾和阿皓有過孩子但被老鼠踢肚子而流產。 |
| 幼年： 王欣逸 成年： 羅志祥 | 袁承烈 徐令剛  | 阿烈/小剛 警員臥底 其實是個沒名沒份的臥底警察 蕾蕾親哥哥，後來因蕾蕾開槍要殺阿皓，幫阿皓擋槍而被誤殺致死。父亲阿漢是虎爷、雄哥、阿成的拜把兄弟，因共同抢劫银行未遂，为替虎爷擋枪，被身为警察卧底的阿成击毙。母亲经受不起打击而自杀。从此与妹妹小淇成为孤儿，被送到孤儿院。当自己要先被别人收养时，为日后找到妹妹，便用刀亲手在妹妹的脚背上留下伤痕，痛哭着與妹妹离别。 |
| 幼年： 許育菱 成年: 唐以菲  | 洪蕾蕾 徐令淇  | 蕾蕾/小淇/大小姐 南部高雄黑社会老大虎爺的養女，雄哥的乾女兒。天生霸道，自己离家出走来到台北，阿烈失散多年的親生妹妹。父亲阿汉是虎爷、雄哥、阿成的把兄弟，因共同抢劫银行未遂，为替虎爷擋枪，被身为警察卧底的阿成击毙。母亲经受不起打击而自杀。从此与哥哥成为孤儿，被送到孤儿院。                                                                                        |
| 張勛傑                      | 楊勳奇         | 阿奇 紅豆男友 阿皓、阿烈好友 |
| 陸明君                      | 陸綺紅         | 紅豆/紅豆姊 阿奇女友 小燕子好友 |
| 謝承均                      | 阿豹           | 豹哥/陳豹 鷹幫戰堂堂主 阿皓、阿奇死敵 |
| 阿龐                        | 老鼠           | 老鼠哥 阿豹貼身小弟 曾害小燕子流產因此被阿皓追殺 |
| 张国柱                      | 长官（胡自成） | 阿成，年轻时是警员卧底。坚信世界只分黑与白。最後被洪虎一槍打死。 |
| 薛渊琮                      | 范奕斌         | 小斌/飯桶斌/孬種 高中生，蕾蕾口中的“飯桶斌”。因受到蕾蕾的教唆，学习打架，并希望加入黑社会，成为像阿浩一样的大哥，但後來跟了阿豹，後來替阿豹運毒而被車撞死。 |
| 盧惠光                      | 耿濟雄         | 雄哥/阿雄/老狐狸 鷹幫總堂主 与虎爷、阿汉、阿成是把兄弟。为人心狠手辣，狡猾多段。 |
| 陳诗莹                      | 玫瑰姐         | 雄嫂/玫瑰 耿濟雄的女人，但與阿豹有私情 |
| 郭慧康                      | 阿力           | 耿濟雄貼身保鑣 |
| 張文進                      | 虎爺           | 南部高雄黑社会老大，滿口道地台語。最後因殺了警察長官胡自成，而被一大堆警察開槍殺死。 |
| 張榮華                      | 學務主任       | 蕾蕾、飯桶斌學校的學務主任，對於蕾蕾這號問題人物的入學十分憂心。 |
| 楊雄                        | 龍哥           | 角頭大哥，飯桶斌來向他收帳時反將飯桶斌揍了一頓。 |
| 何京寶                      | 林德坤         | 阿豹前手下，剛出獄不久即因意圖自立門戶而遭阿豹指示阿烈殺害。 |

## 人物對照
| 原著姓名       | 電視劇姓名     |
| -------------- | -------------- |
| 李華成         | 皓             |
| 小雛菊(陳育菊) | 小燕子(裴語燕) |
| 沈雅蓉         | 紅豆(陸綺紅)   |
| 歐景易         | 單子(單立杰)   |
| 王中凱         | 阿奇(楊勳奇)   |
| 莫莉           | 邵筱蝶         |
| 龍哥           | 雄哥           |
| 蘭姐           | 玫瑰           |

## 名句
- 親情VS.愛情

```
 親情是血液 愛情是空氣
```

- 兄弟VS.愛情

```
 兄弟與摯愛之間 永遠只有錯誤的選擇
```

- 黑社會VS.道德說

```
 踏進這社會 什麼都能擁有 卻没有了未來……
```

- 鬥魚2 片頭名言

```
 黑暗終於結束 可是 在黎明之前 迎接我們的 卻是 地獄
```

## 原声带

### 第一部
1. 不公平 - Jenny Yang（片头主题曲）
2. Breathe Again - 插曲<小燕子之歌>
3. 蕭邦華爾滋 - 配樂<語燕之歌>
4. Till The End - 插曲<于皓之愛>
5. Bed Time Story
6. 鬥魚之歌
7. 放棄 - 插曲【皓之背叛】 - 郭品超
8. 不公平 - Jenny Yang
9. 童年往事 - 插曲<Something About Us>
10. Lydia - F.I.R.飛兒樂團片尾主題曲
11. 我的二分之一 插曲<阿奇與紅豆>
12. 蕭邦離別曲 - 配樂<離別時刻>
13. Lydia（演奏版）

### 第二部
1. 曾經 - 配樂
2. 你說 - 陳科妤
3. 答應 - 郭品超
4. 江湖交界 - 配樂
5. 灰色空間 - 羅志祥 - 片頭曲(主題曲)
6. 假想敵 - 蔡健雅
7. 語燕之樂 - 配樂
8. 該如何快樂 - Jenny Yang
9. 你說 - 演奏版
10. 生命之歌 - 配樂
11. 我不想離開你 - 唐以菲
12. 愛情來了 - 配樂
13. 擁抱 - 伍家輝
14. Because It's You - 張勛傑
15. 黑白之間 - 配樂
16. 你答應過 - 陳嘉唯
17. 答應 - 演奏版 【皓的心願】

## 獎項
| 年份   | 頒獎典禮     | 獎項                   | 名單   | 結果 |
| ------ | ------------ | ---------------------- | ------ | ---- |
| 2004年 | 第39屆金鐘獎 | 戲劇類男配角獎         | 倪敏然 | 提名 |
| 2004年 | 第39屆金鐘獎 | 年度電視節目行銷獎     | 鬥魚   | 獲獎 |
| 2005年 | 第40屆金鐘獎 | 戲劇類連續劇男主角獎   | 羅志祥 | 提名 |
| 2005年 | 第40屆金鐘獎 | 年度最受歡迎戲劇節目獎 | 鬥魚2  | 提名 |

## 外部連結
- 八大電視劇《鬥魚》官方網站
- 八大電視劇《鬥魚II》官方網站
- 互联网电影数据库（IMDb）上《鬥魚》的资料（英文）

## 作品的變遷
| 八大戲劇台 星期一至五 05:00～06:00                                                                     | 八大戲劇台 星期一至五 05:00～06:00                                                                  | 八大戲劇台 星期一至五 05:00～06:00 |
| --- | --------------------------------------------------------------------------------------------------- | ---------------------------------- |
| | 鬥魚 （2012.10.25 - 2012.11.20）                                                                    |                                    |
| 走過好味道 (2012.06.21 - 2012.08.01) 春風伴我行 (未知 - 2012.09.25) 火線任務 (2012.09.26 - 2012.10.24) | 鬥魚2 （2012.11.21 - 2012.12.19） （星期二至六 05:00～06:00) 至尊玻璃鞋 （2012.12.20 - 2013.01.18） |                                    |

| GTV戲劇台 週二至週六05:00 - 06:00    | GTV戲劇台 週二至週六05:00 - 06:00             | GTV戲劇台 週二至週六05:00 - 06:00 |
| ------------------------------------ | --------------------------------------------- | --------------------------------- |
|                                      | 春風伴我行 ( - 2012.09.25)                    |                                   |
| 走過好味道 (2012.06.21 - 2012.08.01) | 火線任務(15集/60分) (2012.09.26 - 2012.10.16) |                                   |